# Axel Runström
Axel Vilhelm Runström (Stoccolma, 15 ottobre 1883 – Stoccolma, 10 agosto 1943) è stato un pallanuotista e tuffatore svedese, vincitore di una medaglia di bronzo alle olimpiadi di Londra 1908.